# Казе Мазети (Белуно)
Казе Мазети (итал. Case Masetti) је насеље у Италији у округу Белуно, региону Венето.
Према процени из 2011. у насељу је живело 19 становника. Насеље се налази на надморској висини од 222 м.